# (8184) Luderic
(8184) Luderic est un astéroïde de la ceinture principale.

## Description
(8184) Luderic est un astéroïde de la ceinture principale. Il fut découvert le 16 novembre 1992 à Kushiro par Seiji Ueda et Hiroshi Kaneda. Il présente une orbite caractérisée par un demi-grand axe de 3,02 UA, une excentricité de 0,05 et une inclinaison de 10,8° par rapport à l'écliptique.

## Nom
Il est nommé d'après l'astronome amateur Ludéric Maury, le numéro de l'astéroïde étant la somme des numéros des deux astéroïdes honorant ses parents ((3780) Maury + (4404) Enirac).
Sa femme Sabrina Aksil a été honorée avec l'astéroïde (29634) Sabrinaaksil.
Sa fille Julia Maury a été honorée avec l'astéroïde (37818) Juliamaury (8184 + 29634 = 37818).

## Compléments